# Cintanagara (Cigedug)
Cintanagara is een bestuurslaag in het regentschap Garut van de provincie West-Java, Indonesië. Cintanagara telt 8763 inwoners (volkstelling 2010).